# 威廉·梅内
威廉·梅内（德語：Wilhelm Menne，1910年8月11日—1945年3月27日），德国前男子赛艇运动员。他曾代表德国参加1936年夏季奥林匹克运动会赛艇比赛，获得男子四人单桨无舵手金牌。